# Bukoba

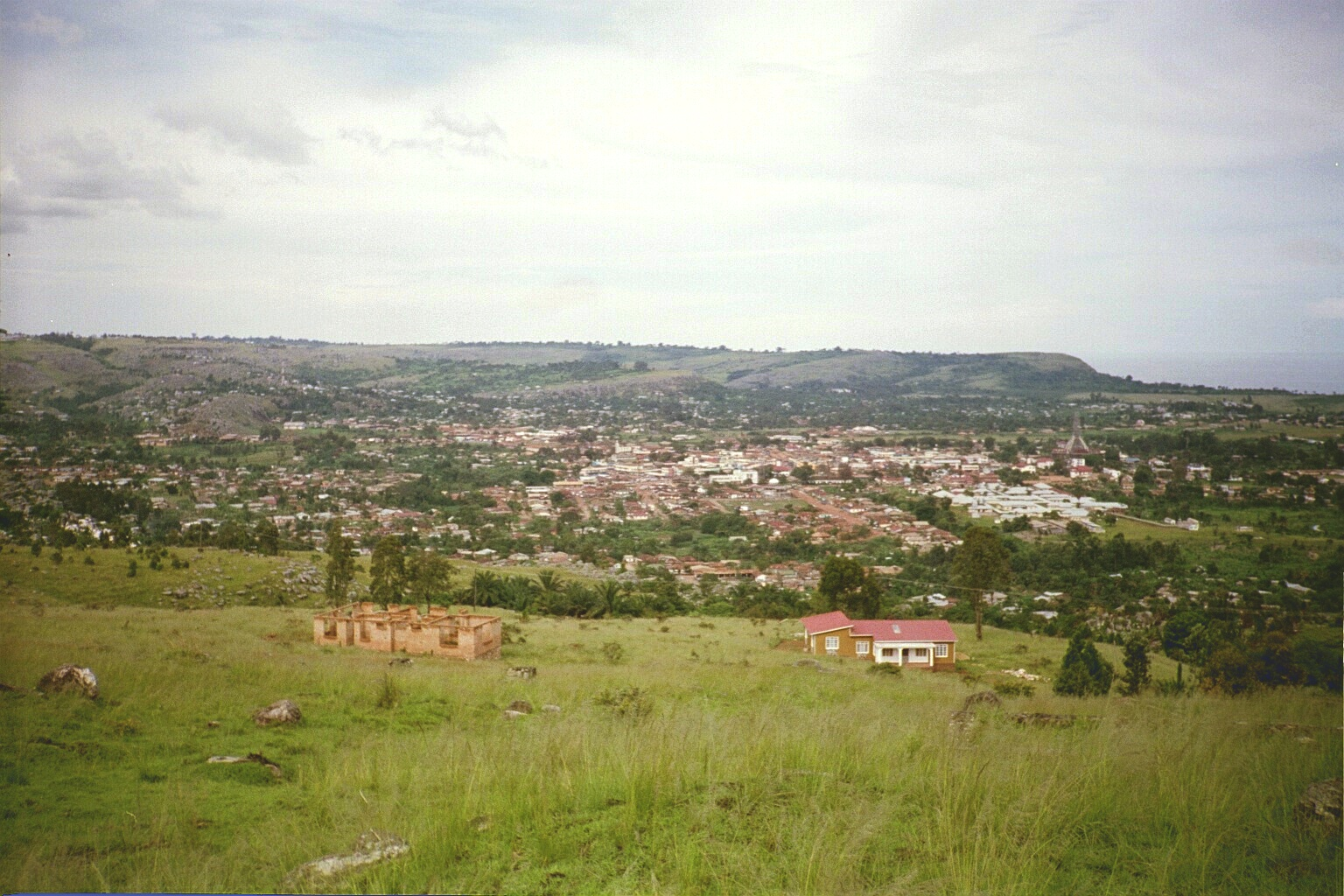
Vy över Bukoba.

Bukoba är en stad i nordvästra Tanzania, och är belägen vid Victoriasjöns västkust några mil söder om gränsen till Uganda. Den är administrativ huvudort för regionen Kagera, och ligger nära Kageraflodens mynning. Staden har en mindre flygplats, och hade tidigare genom MV Bukoba färjeförbindelse med bland annat Mwanza. Sedan 2014 finns inte längre någon färjetrafik i bruk.

## Historik

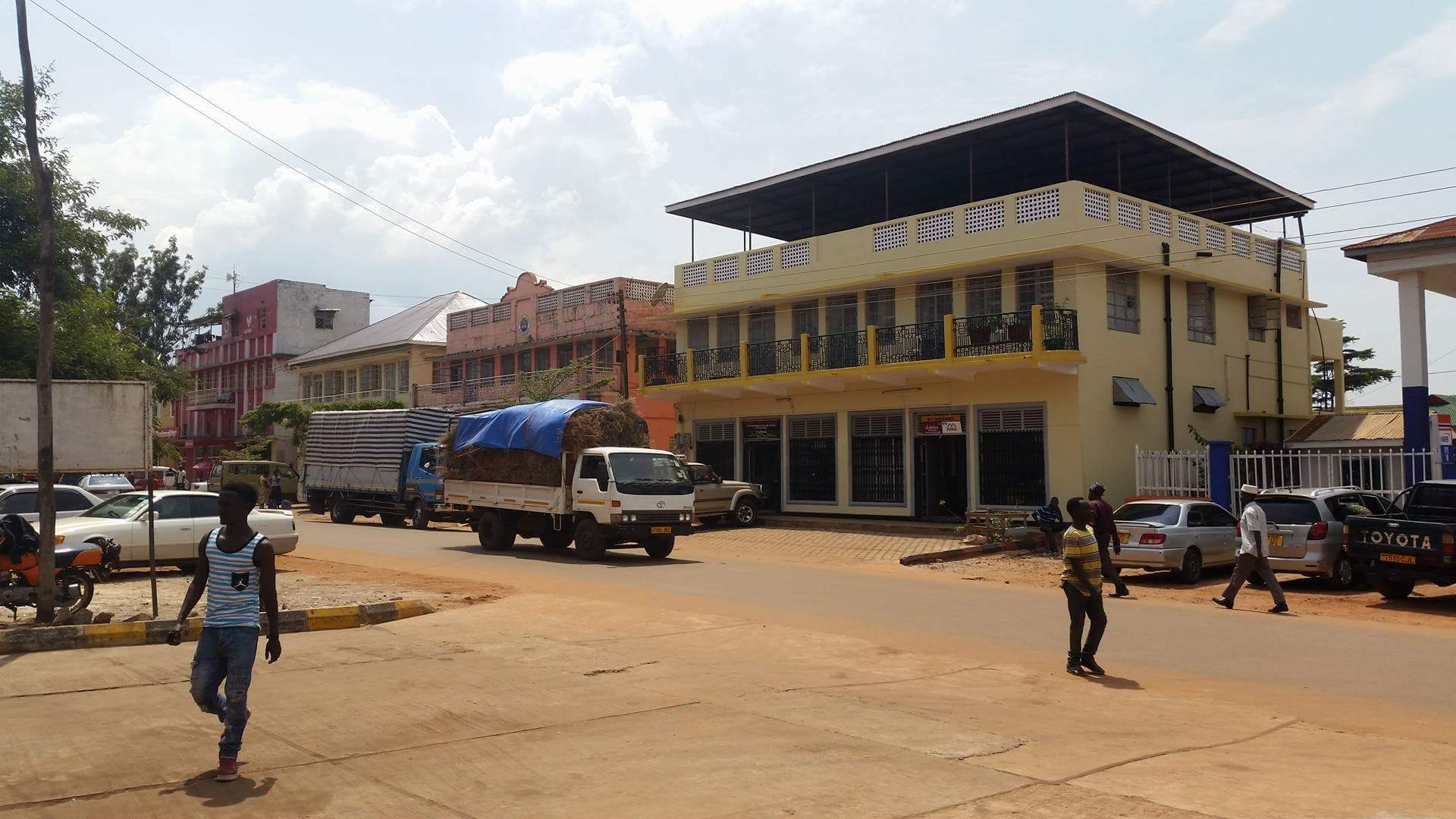
Bukobas stadskärna i augusti 2017.

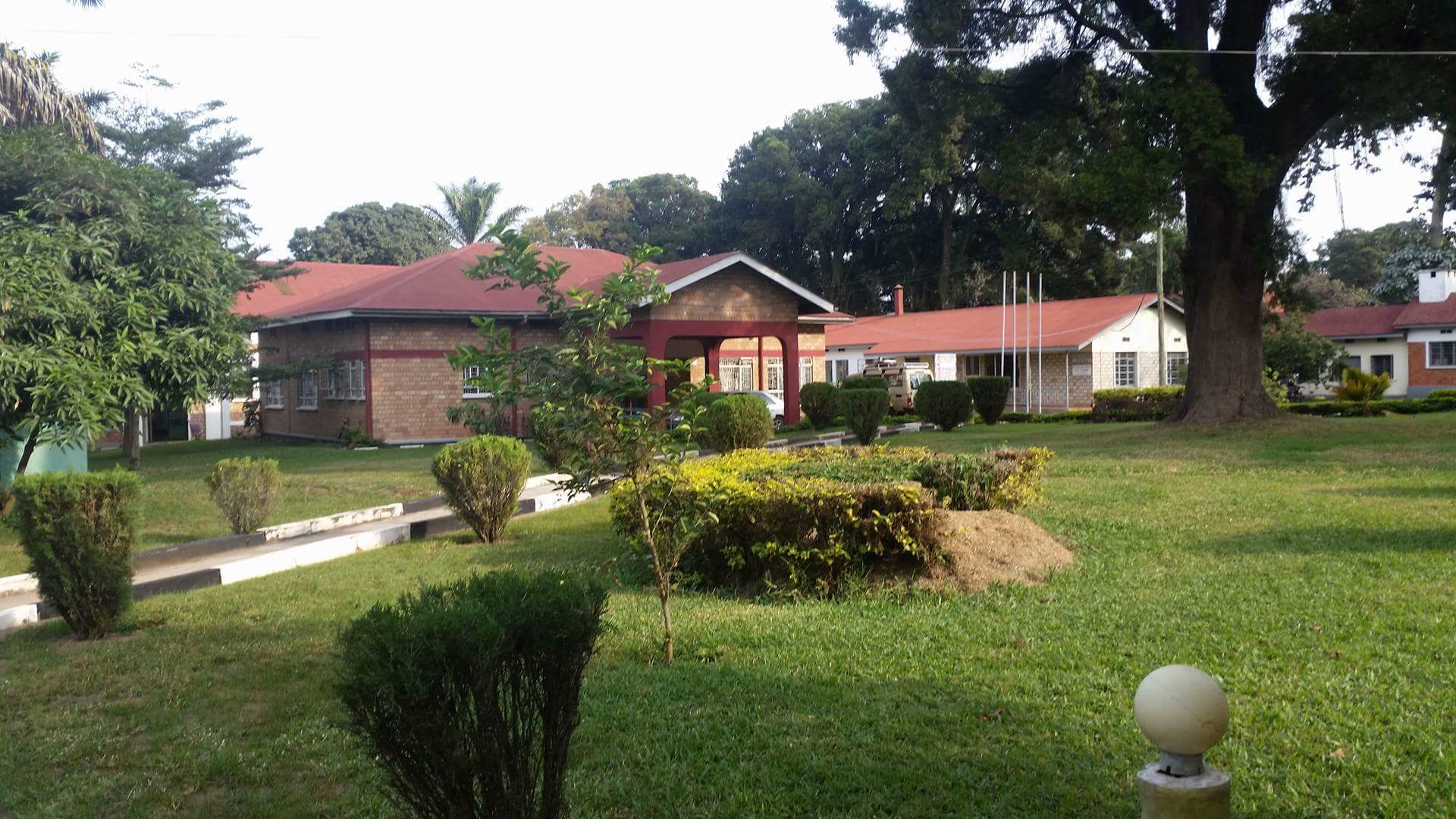
Lutherska kyrkans centrum i Bukoba.

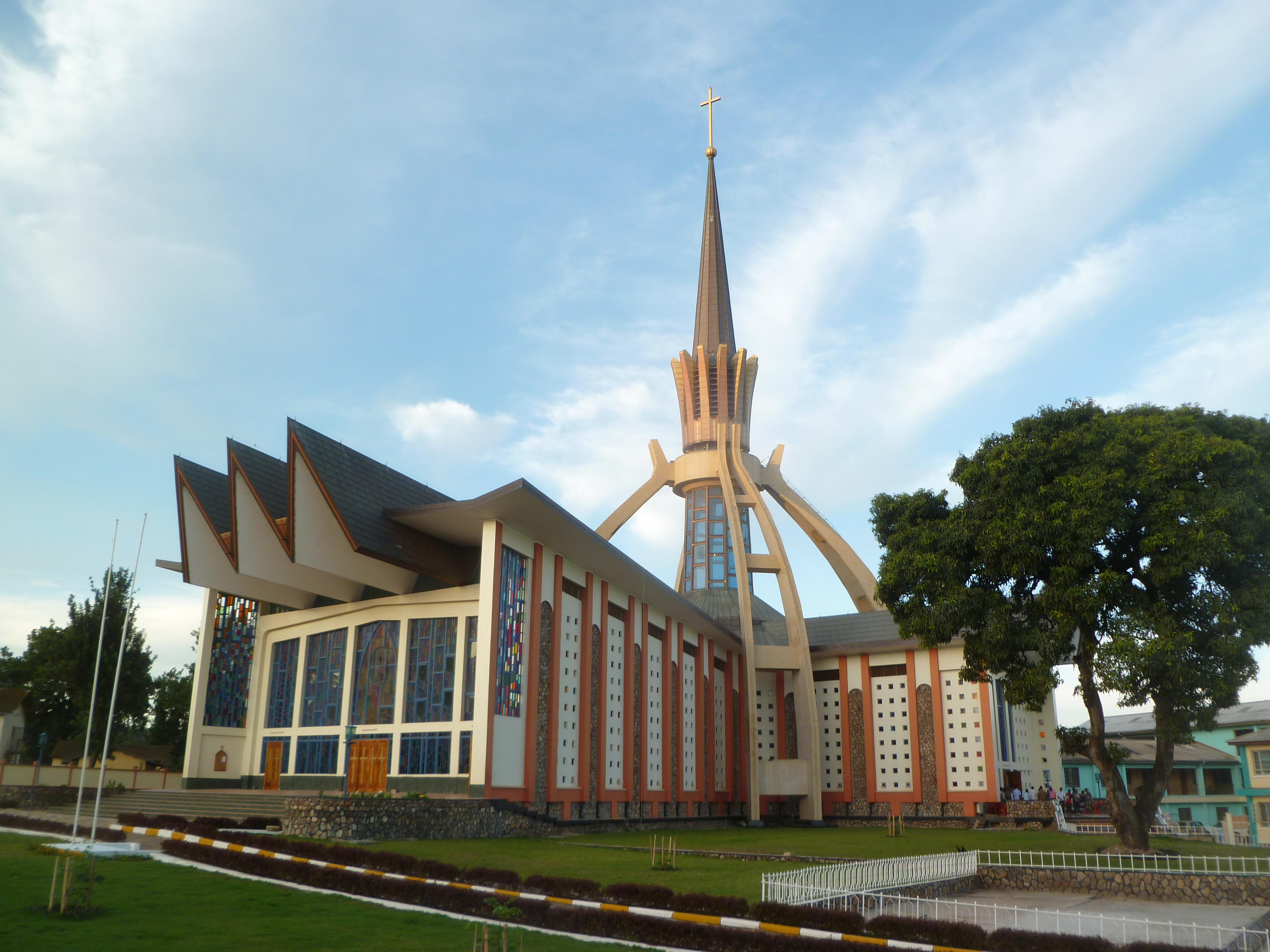
Katolska kyrkan i Bukoba.

Det har funnits en lång och stark tradition av kristen mission i området. En av de första lutherska missionärerna i området var den tyske missionären Ernest Johanssen, som även startade flera skolor i regionen. I samband med andra världskriget lämnade dock de flesta tyskar, och svenska missionärer kom istället att spela en central roll, bland andra Bengt Sundkler (första biskopen av Bukoba) och Barbro Johansson. De bidrog till att det första lutherska stiftet i Tanzania grundades, och etableringen av Bukobas biskop 1961. 1963 grundades även evangelisk-lutherska kyrkan i Tanzania. Lutherska kyrkan har ett stort centrum i Bukoba, som centrum för den evangelisk-lutherska kyrkans nordvästra stift.

## Demografi och geografi
Bukoba ligger på Viktoriasjöns västra strand, en longitud söder om ekvatorn. Efter Mwanza är Bukoba Tanzanias näst största stad vid Victoriasjön. Det är huvudort i Kageraregionen, och har tagit över som dess viktigaste stad från Karagwe.
Bukoba är ett av åtta distrikt i Kageraregionen. Det är värt att notera att det finns två olika distrikt som heter Bukoba i regionen, där det ena syftar på den urbana regionen – storstadsdistriktet, och där det andra syftar på en större och mer lantliga regionen omkring. De brukar ofta separeras som "Bukoba Urbal" och "Bukoba Rural", eller "Bukoba Municipal" och "Bukoba District" som i folkräkningen 2012. Den här artikeln syftar på storstadsområdet Bukoba. 2012 hade detta område 128 796 invånare, av vilka 62 521 var män och 66 275 var kvinnor. I genomsnitt bodde 3,9 invånare i varje hushåll. Bukoba stad delas i sin tur in i fjorton shehia eller valdistrikt. Distriktet har en yta av 90,64 km². En stor del av befolkningen tillhör hayafolket, som talar luhaya.
Staden är kompakt och platt, och omgiven av berg. Det finns en större flygplats i staden, Bukoba Airport. I staden finns även en busshållplats med regelbundna avgångar till bland annat Mwanza och Kigoma, samt en hamn med en färja som tidigare gick till Mwanza. Denna färjetrafik ställdes in när båten togs ur bruk av säkerhetsskäl 2014. 1996 sjönk även skeppet MV Bukoba, och nästan 900 personer omkom.